# Децим Юний Силан Гетулик
Де́цим Ю́ний Сила́н Гету́лик (лат. Decimus Iunius Silanus Gaetulicus; умер после 63 года) — римский государственный деятель из знатной ветви плебейского рода Юниев, член неустановленной жреческой коллегии (63 год).

## Биография
Гетулик был сыном консула 26 года Гнея Корнелия Лентула Гетулика и Апронии, впоследствии был усыновлён Децимом Юнием Силаном, уличенном в прелюбодеянии с Юлией Младшей, внучкой императора Октавиана Августа. В 63 году он был принят в неизвестную жреческую коллегию. Более о нём ничего неизвестно. У него был сын Марк Юний Силан Лутаций Катул.